# SAI Ambrosini 107
Il SAI Ambrosini 107 fu un aereo da caccia leggero, monomotore, monoposto e monoplano ad ala bassa, realizzato dall'azienda aeronautica italiana SAI Ambrosini nel 1940 e rimasto allo stadio di prototipo.
Collaudando questo velivolo il 18 luglio 1941 perse la vita il famoso pilota Arturo Ferrarin.

## Storia del progetto
Negli anni trenta in molti paesi in cui ferveva lo sviluppo aeronautico, si studiava la fattibilità di un aereo da caccia leggero, realizzato con materiali non strategici e facilmente reperibili (soprattutto il legno) e motori di potenza medio-bassa, ma comunque capace di buone prestazioni grazie alle dimensioni e al peso ridotti. Lo scopo era quello di poter disporre, in caso di emergenze quali un'improvvisa carenza di materie prime strategiche, di una macchina economica e facile da produrre in grandi quantità.
In Italia questa idea trovò sviluppo concreto attraverso l'evoluzione dell'Ambrosini SAI 7, aereo da competizione progettato dall'ingegnere friulano Sergio Stefanutti, su suggerimento dell'allora tenente colonnello Umberto Nannini.
Equipaggiato con un motore Isotta Fraschini Gamma RC.35 da 540 CV in sostituzione dell'Isotta Fraschini Beta da 240 CV, nacque così il SAI 107, portato in volo per la prima volta presso l'aeroporto di Guidonia nel settembre del 1940 dal pilota collaudatore Mario Faccioli. Allo sviluppo del velivolo avrebbe successivamente preso parte anche Arturo Ferrarin, forte della precedente analoga esperienza maturata con il caccia francese Caudron C.760, in qualità di consulente dell'Isotta Fraschini, azienda costruttrice del motore che lo equipaggiava.
La produzione del SAI 107 si limitò ad un solo prototipo che, anche a causa di un tragico incidente nel quale andò distrutto, fu sostituito nei primi mesi del 1942 dal primo esemplare del successivo SAI 207.

## Tecnica
Il SAI 107 era un monoplano con fusoliera dalla struttura costituita da ordinate e correntini in legno, ricoperti da compensato. Derivato direttamente dal SAI 7, ne differiva prevalentemente per la configurazione monoposto con abitacolo vetrato raccordato alla zona posteriore della fusoliera, che terminava in un impennaggio di tipo classico.
Anche il carrello d'atterraggio era biciclo, classico e retrattile con ruotino sterzante al di sotto della coda.
Il motore era un Isotta Fraschini Gamma, motore aeronautico 12 cilindri a V di 60° raffreddato ad aria, in grado di erogare la potenza di 540 CV (397 kW) ed azionante un'elica bipala; il raffreddamento dei cilindri era assicurato dalla presa d'aria disposta al di sotto dell'elica dalla caratteristica forma triangolare.
La dotazione offensiva era costituita da un'unica mitragliatrice Breda-SAFAT calibro 7,7 mm, fattore di criticità per un aereo destinato al combattimento.

## Impiego operativo
L'unico esemplare di SAI 107 prodotto fu immatricolato con il codice MM. 441 dalla Regia Aeronautica. Non raggiunse mai i reparti operativi, ma fu sottoposto ad un'intensa attività valutativa ed acrobatica nelle mani esperte di Arturo Ferrarin; le prestazioni espresse dal velivolo confermarono quanto di buono aveva già saputo mostrare il SAI 7, in particolare in termini di velocità massima, raggiungendo punte di 560 km/h.
Il SAI 107 fu, purtroppo, anche l'ultimo velivolo portato in cielo dal pilota thienese: già convalescente a seguito di un incidente occorsogli alla guida di un SAI 7, Ferrarin non seppe resistere alla tentazione di riprendere precocemente il volo malgrado le indicazioni dei medici e, il 18 luglio 1941, decollò con il 107 dall'aeroporto di Guidonia. Complice il malfunzionamento dell'indicatore di apertura del carrello d'atterraggio Ferrarin ridusse la velocità del velivolo a tal punto da provocarne lo stallo; l'aereo precipitò al bordo della pista ponendo tragicamente fine ai giorni del pilota già medaglia d'oro al valore aeronautico.

### Annotazioni
1. ↑  Che nel febbraio del 1940 sarebbe diventato comandante del neocostituito 46º Stormo da bombardamento terrestre.
2. ↑  Solo omonimo del pioniere dell'aviazione torinese.

### Fonti
1. 1 2  Ambrosini SAI 107, in "Уголок неба (Angolo di Cielo)".
2. ↑  S.A.I. (Ambrosini) S.107, in "Virtual Aircraft Museum".
3. ↑  Sgarlato, 2010, p. 42.
4. ↑  Wings - Encyclopedia of Aviation, Vol. 7, Orbis Publishing Ltd., London - 1976/1979.
5. 1 2 3 4  Brotzu, Caso, e Cosolo, p. 73.
6. ↑  Ambrosini SAI 207, in "Уголок неба (Angolo di Cielo)".
7. ↑  Brotzu, Caso, e Cosolo, p. 71.
8. ↑  Brotzu, Caso, e Cosolo, p. 74.